# Десетичен знак
Десетичният знак (десетична запетая или десетична точка) е знакът, използван за отбелязване на границата между цялата и дробната част на число в десетична бройна система.

## Характеристика
Десетичният знак служи за разделяне на цялата от дробната част в числото, затова:
- Когато числото е цяло (без дробна част), не се пише десетичен знак, но нейното място си остава в най-десния край на числото (2 = 2,0). Това е важно, когато имаме умножение и деление с число степен на 10, защото десетичната запетая се измества съответно надясно и наляво с толкова позиции, колкото е степента на 10. Например 2 × 100 = 200 и 3 ÷ 10 = 0,3.
- Число не може да започва директно с десетичен знак, а се слага 0 отляво.
- След десетичен знак не се пише интервал, а директно стойността на дробната част – по този начин десетичната точка или запетая се различава от препинателния знак точка или запетая.

## История
Отначало (приблизително към края на първото хилядолетие) се е използвала черта, поставяна над цифрата за единиците. По-късно постепенно се е наложил разделителен знак (разделител, сепаратор) – къс, почти вертикален щрих, нанесен с перото за писане – между единиците и десетите. Друг използван похват било изписването на числата с различен цвят мастило – черно за цялата част и червено за дробната.
Десетичната запетая е въведена от италианския астроном Джовани Антонио Маджини (1555 – 1617), а по-късно отново лансирана от Непер. При появата на печатарството с цел удобство се използвала съществуващата запетайка, по-рядко точка или повдигната точка (на полувисочината на реда). По тази причина в повечето страни именно запетайката се ползва за отбелязване на мястото на десетичните единици, докато предимно в англоговорещите страни най-често за тази цел се използва точката (.) или повдигнатата точка (·).

## Стандартизация
Съгласно решение на Съвета на Международната организация по стандартизация, отразено в стандарта ISO 80000-2, десетичният знак в документите на тази организация (международните стандарти) е запетайка.
Във връзка с това трябва да се отбележи, че като знак за умножение в тези документи е прието кръстчето (×) или повдигнатата точка (·). Първият знак се използва при умножение на числа, а вторият – при умножение на величини, например: 220 × 4 = 880, но P = U · I.
При преносимите електронни калкулатори най-често се използва десетичната точка, защото те обикновено са произведени в и за страни, които използват официално нея (Китай, Япония, САЩ и други). Добрите софтуерни калкулатори за компютри поддържат и десетична запетая, и десетична точка – в зависимост от избраните настройки за език на операционната система или на самата програма калкулатор.

## Запетаята и точката като десетичен знак

### Страни, приели запетаята за десетичен знак
Албания, Андора, Аржентина, Австрия, Беларус, Белгия, Боливия, Бразилия, България, Венецуела, Германия, Гренландия, Гърция, Дания, Еквадор, Естония, Зимбабве, Индонезия, Исландия, Испания, Италия, Канада (само Квебек), Колумбия, Куба, Латвия, Литва, Люксембург,  Молдова, Норвегия, Парагвай, Перу, Полша, Португалия, Румъния, Русия, Северна Македония, Словакия, Словения, Сърбия, Украйна, Унгария, Уругвай, Финландия, Франция, Холандия, Хърватия, Чехия, Чили, Швейцария, Швеция, Южна Африка

### Страни и територии, приели точката за десетичен знак
Австралия, Ботсвана, Гватемала, Доминиканска република, Израел, Индия, Ирландия, Канада (без Квебек), Китай, Корея, Коста Рика, Малайзия, Мексико, Никарагуа, Обединеното кралство, Панама, Пуерто Рико, Салвадор, Саудитска Арабия, САЩ, Сингапур, Тайланд, Филипини, Хондурас, Хонконг, Япония

## Други стандарти
В страните, приели точката за десетичен знак, запетаята (,) също се ползва, но вече като знак за разделяне на числата с повече от 3 цифри, като се отделят хилядните, милионните и т.н. части (групиране по тройки). Със същото значение се използва и апострофът ('), полуинтервалът (Shift+Ctrl+интервал) или интервалът. Например 123 456 789 е същото число като 123'456'789 и 123 456 789. Пренасянето на цели числа е недопустимо, поради което, когато се ползва интервал, той трябва да е непреносим, т.нар. nbsp (от Non-Breaking Space).
Групиране по тройки не се прави за номера (съвкупност от цифри, които не образуват число), например ЕГН, номерът на фактура, ордер, разписка, договор и т.н.; както и при числа състоящи се от четири цифри (например 1234).